# Акордеоніст (Пікассо)
«Акордеоніст» (фр. L'Accordéoniste) — картина іспанського та французького художника Пабло Пікассо. Відноситься до кубізму. Виконана олією на полотні влітку 1911 року. Знаходиться в Музеї Соломона Гуггенхейма в Нью-Йорку. Розмір — 130,2 x 89,5 см.

## Історія і опис
Влітку 1911 року Пікассо та його друг художник Жорж Брак жили і працювали в невеликому містечку Сере, що на півдні Франції. Вони експериментували, створюючи картини, авторство яких часом важко було визначити. Художники були основоположниками кубізму і довели його майже до повної абстракції. Це було принципово нове мистецтво, що винаходили Пікассо і Жорж Брак у період з 1907 по 1914 рік. Один з власників картини «Акордеоніст» був так здивований цим твором, що прийняв його за пейзаж внаслідок напису на оборотній стороні «Céret». 
На картині, написаній у сіро-вохристій гамі в стилі аналітичного кубізму, не без напруження можна побачити загальні контури акордеоніста, що сидить, позначені безліччю зміщених і вертикально розташованих трикутних площин, напівкруглих форм і прямокутників. У центрі картини зображений акордеон. Можна розгледіти його міх і клавіші, а також ліву руку музиканта. У нижній частині полотна виписані завитки крісла. І хоча невловимі форми і об'єкти на картині не завжди можуть бути точно визначені, усміхнене обличчя акордеоніста, звернене до глядача, стало помітною деталлю. Внизу полотна, зліва є підпис художника «Picasso».
У 1937 році картина стала частиною установчої колекції Музею Соломона Гуггенхейма. Власником колекції був Соломон Гуггенхайм.